# Nogal brunatny
Nogal brunatny (Alectura lathami) – gatunek dużego ptaka z rodziny nogali (Megapodiidae). Jest jedynym przedstawicielem rodzaju Alectura.

## Systematyka
Wyróżniono dwa podgatunki A. lathami:
- nogal różowoszyi[4] (A. lathami purpureicollis) – północno-wschodni Queensland.
- nogal brunatny[4] (A. lathami lathami) – wschodnia Australia.

## Występowanie
Nogal brunatny występuje we wschodniej i północno-wschodniej Australii. Najczęściej są to wilgotne lasy, zarośla, ale również zaniedbane ogrody. Można je również znaleźć w pobliżu miast na wschodnim wybrzeżu kontynentu.

## Morfologia
Długość ciała: około 70 cm. Nogal brunatny na wierzchu ciała ma upierzenie czekoladobrunatne, dziób szary, głowa podobna do głowy sępa, natomiast nogi są brązowe. Na czerwonawej szyi ptak ten posiada zgrubienie skórne – żółte „korale”. Nogal brunatny charakteryzuje się bardzo silnymi nogami i stopami oraz szarym łukowaniem na brzuchu. Posiada wachlarzowaty ogon.

## Ekologia
Nogal brunatny jest gatunkiem osiadłym zamieszkującym lasy tropikalne bądź lasy strefy umiarkowanej ciepłej. Prowadzi naziemny tryb życia, spędza dni na poszukiwaniu pożywienia na łąkach, pastwiskach oraz w podszycie lasu. Dziób przystosowany jest do dziobania materiału roślinnego, ale może również odżywiać się pokarmem zwierzęcym, np. termitami. Silne nogi oraz dobrze rozwinięte stopy przystosowanie są do grzebania w ziemi w poszukiwaniu pożywienia.

## Pożywienie
Nogal brunatny odżywia się owadami i ich larwami, bezkręgowcami, nasionami, jagodami oraz owocami.

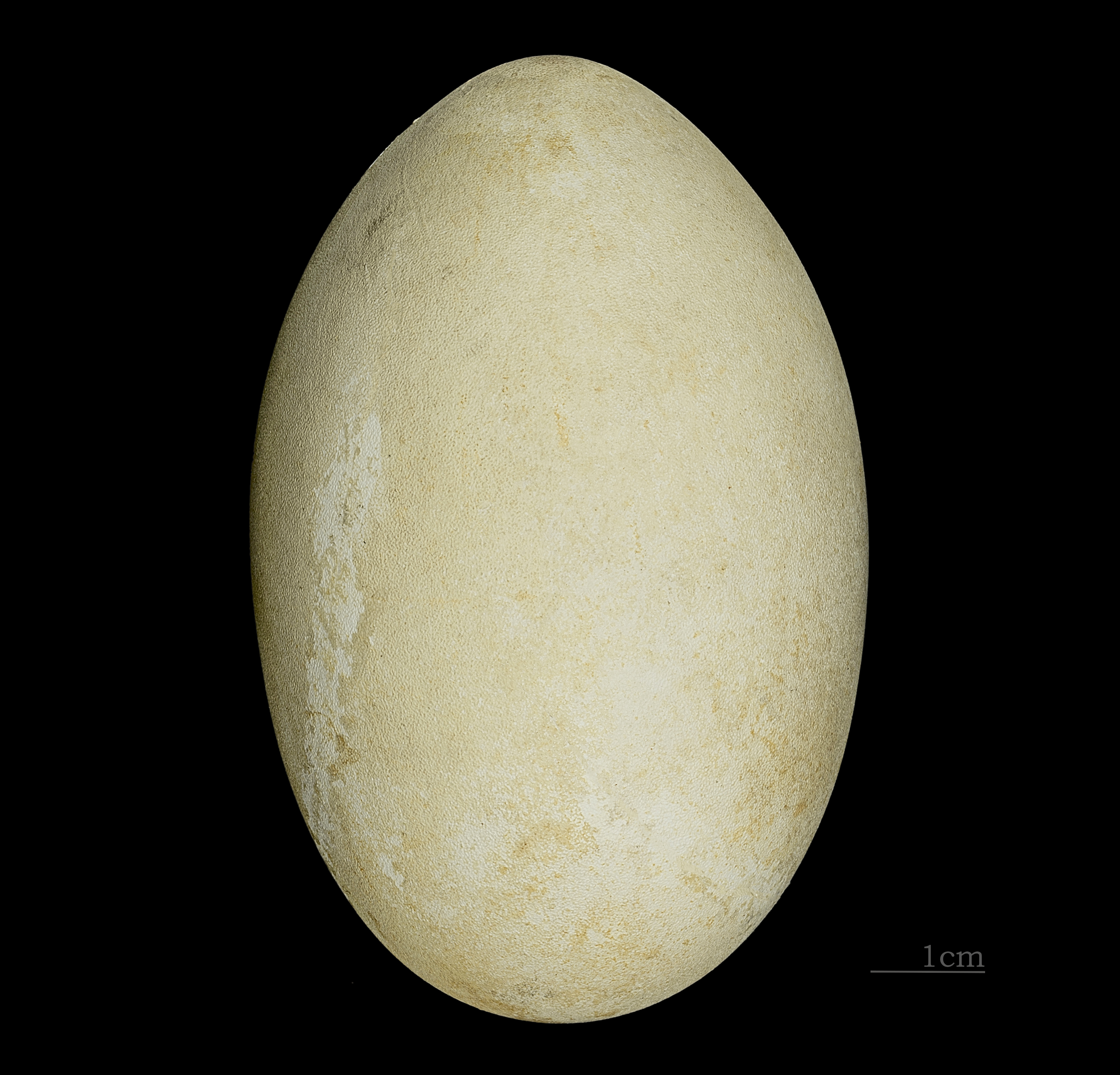
Jajo nogala brunatnego

## Rozmnażanie
Inkubacja jaj w przypadku nogali jest nietypowa. Gniazdo to zagłębienie w ziemi bądź kopiec, w którym ze względu na gwałtowny proces gnicia w klimacie równikowym temperatura jest sprawdzana i dostosowywana przez samca  poprzez usuwanie lub dodawanie materiału. Samiec kontroluje temperaturę dziobem. Gdy temperatura jest odpowiednia, samiec dopuszcza samicę, aby złożyła jaja. Jaja następnie są zostawiane – ciepło do rozwoju bierze się z rozkładu liści lub energii geotermalnej – jaja nie są wysiadywane. Czas inkubacji to około 50 dni. Po wykluciu pisklę nie ma opieki rodziców – musi się wykopać z kopca gnijących liści oraz samo szuka pożywienia.

## Znaczenie w gospodarce i dla środowiska
Brak znacznego znaczenia dla gospodarki globalnej. Dla mieszkańców rejonów, na których żyje nogal brunatny, jaja tego gatunku są przysmakiem lokalnym. Zbyt duże zagęszczenie gatunku Alectura lathami powoduje znaczną redukcję masy ściółki leśnej oraz gęstości nasion sadzonek. Nogal brunatny nie jest gatunkiem zagrożonym (według IUCN ma status najmniejszej troski – LC), ale jego liczebność cały czas spada.